# 13772 Livius
13772 Livius è un asteroide della fascia principale. Scoperto nel 1998, presenta un'orbita caratterizzata da un semiasse maggiore pari a 3,0250266 UA e da un'eccentricità di 0,0359030, inclinata di 11,06545° rispetto all'eclittica.
L'asteroide è intitolato allo storico romano Tito Livio.